# Embraer 170
Embraer 170 – samolot pasażerski brazylijskiej firmy Embraer. Jest to średniego zasięgu odrzutowiec, zabierający na pokład maksymalnie 70 pasażerów. Pierwszy lot Embraer 170 odbył 19 lutego 2002 roku.
Pierwszym przewoźnikiem używającym Embraera 170 były Polskie Linie Lotnicze LOT. Embraer E170 należy do serii Embraer E-Jets

## Embraer E170 w Polsce
Samolotem tym LOT odbył pierwszy rejs komercyjny – na trasie Warszawa (WAW) – Wiedeń (VIE) – rejs LO 225 w marcu 2004.
Obecnie LOT użytkuje 6 egzemplarzy E170, oraz posiada flotę innych modeli z rodziny E-Jets - 12 szt. E175, cztery sztuki E190 oraz 15 sztuk największego modelu z serii E195.

## Incydenty
- 27 lutego 2012 samolot Embraer 170 (nr rejestracyjny N637RW) linii United Airlines wykonujący lot UA-5124 z Atlanty do Newark lądował na lotnisku docelowym bez zablokowanego podwozia przedniego. W trakcie lądowania podwozie złożyło się. Na pokładzie maszyny były 73 osoby (69 pasażerów i 4 członków załogi). Nikt nie odniósł obrażeń. NTSB prowadzi dochodzenie ws. wypadku[3].